# Full Tilt Boogie Band
Full Tilt Boogie Band est un groupe de rock canadien, originaire de Stratford, en Ontario. Il est initialement conduit par le guitariste John Till puis par Janis Joplin jusqu'à sa mort en 1970. Le groupe était composé de Till, du pianiste Richard Bell, du bassiste Brad Campbell, du batteur Clark Pierson et de l'organiste Ken Pearson.

## Biographie
Dans sa formation initiale de la fin des années 1960, le Full Tillt Boogie Band (les deux « L » étant un jeu de mots avec le nom de famille de Till), Till considérait le groupe comme un projet parallèle à son groupe habituel de musicien de studio de New York. Comme Till, les autres membres étaient Canadiens, la plupart originaires de Stratford et Woodstock, Ontario, Canada.
Quand le manager de Janis Joplin la convainc d'abandonner le Big Brother and the Holding Company en tant que groupe support, son label met sur pieds un nouveau groupe pour elle. Ce groupe, le Kozmic Blues Band, comprend Till et plusieurs autres membres du Full Tillt Boogie Band — tous des musiciens de studio considérés comme fiables par le label — complétés par une section de cuivres. Joplin se retrouve insatisfaite des tournées réalisées avec certains membres du groupe, les trouvant parfois trop « carrés ». Les critiques négatives de l'album I Got Dem Ol' Kozmic Blues Again Mama! sorti en 1969 l'amènent à congédier tous les membres du groupe à l'exception de Till.
Till convainc rapidement Joplin d'engager tous les membres du Full Tillt Boogie band et accepte d'abandonner l'un des « L » du nom du groupe, créant ainsi le Full Tilt Boogie de Joplin. Joplin prit une part plus active à la création du Full Tilt Boogie Band qu'elle ne l'avait fait avec le Kozmic Blues Band. Elle pensait qu'en engageant les membres du groupe de Till, elle obtiendrait le puissant soutien boogie dont elle avait besoin. Joplin déclare « Full Tilt Boogie Band est mon groupe. Enfin, c'est mon groupe ! »
Les Full Tilt jouent leur première session avec Joplin le 4 avril 1970, aux studios de Fillmore West à San Francisco, et commencent à tourner en mai 1970. Du 28 juin au 4 juillet 1970, Joplin et les Full Tilt participent à la tournée du Festival Express, au Canada, aux côtés de Grateful Dead, Delaney and Bonnie, Rick Danko et The Band, Eric Andersen et Ian and Sylvia. Ils donnent des concerts à Toronto, Winnipeg et Calgary,.
La dernière prestation en public du Full Tilt Boogie Band eut lieu le 12 août 1970 au Harvard Stadium, à Boston, dans le Massachusetts. Une critique positive est publiée à la une du Harvard Crimson bien que le groupe ait joué avec du matériel de fortune, le sien ayant été volé à Boston.
En septembre 1970, les Full Tilt et Joplin commencent l'enregistrement d'un nouvel album à Los Angeles avec Paul A. Rothchild, ancien producteur d'enregistrements pour les Doors. Joplin meurt avant la fin de l'enregistrement mais les morceaux disponibles sont suffisants pour que sorte l'album Pearl.